# Вересковый тетерев
Вересковый тетерев (лат. Tympanuchus cupido cupido) — вымерший подвид большого лугового тетерева из отряда курообразных.
Вересковые тетерева населяли равнины Новой Англии до 1932 года и были размером с курицу. Они являлись родственниками малого лугового и острохвостого тетерева, которые обитают в Северной Америке. Вересковые тетерева имели маленький мозг и замедленную реакцию. Питались семенами.

## Причины вымирания
На вересковых тетеревов нападали ястребы и другие хищные птицы. Иммигранты завозили с собой тяжёлые инфекционные заболевания, губившие тетеревов, и питались их мясом. Также естественная среда обитания исчезала из-за распашки земель и пожаров.
Вересковые тетерева полностью исчезли с материка, хотя примерно 200 особей оставалось на острове Мартас-Винъярд. Но к 1896 году количество вересковых тетеревов снизилось до 100, а ещё через несколько лет — до 50.

## Попытка сохранить подвид
После того как на острове Мартас-Винъярд был создан заповедник, численность этих птиц резко увеличилась, однако в результате нескольких суровых зим и лесных пожаров места гнездования вересковых тетеревов оказались уничтожены, а сами они сильно пострадали. К 1927 году на острове осталось 13 тетеревов, а к 1928 году — лишь 2. Последний тетерев погиб в 1932 году.
- Чучело самки, Музей науки, Бостон
- Живой самец, сфотографированный в 1909 году
- Рисунок двух токующих самцов и самки